# 1934 في الأرجنتين
فيما يلي قوائم الأحداث التي وقعت خلال عام 1934 في الأرجنتين.

## رياضة
- 1 يناير – دوري الدرجة الأولى الأرجنتيني 1934 الفائز بوكا جونيورز.

## مواليد

### فبراير
- 23 فبراير – فيديريكو لوبي ممثل أرجنتيني.
- 23 فبراير – ليندا كريستال

### مارس
- 6 مارس – أرتورو إثورالدي حكم كرة قدم أرجنتيني.
- 17 مارس – أوزفالدو سواريز
- 19 مارس – خورخي ريفيرا لوبيز ممثل أرجنتيني.

### مايو
- 1 مايو – روبين مارين سياسي أرجنتيني.

### يونيو
- 13 يونيو – مارتن بالزا دبلوماسي أرجنتيني.
- 14 يونيو – بيدرو جالفاو سبّاح أرجنتيني.

### يوليو
- 5 يوليو – فلاديسالو كاب لاعب كرة قدم أرجنتيني.
- 16 يوليو – توماس إلوي مارتينيز مؤلف إسباني.
- 23 يوليو – هيكتور دي بورغوينغ لاعب كرة قدم أرجنتيني.
- 27 يوليو – كارلوس لارا لاعب كرة قدم أرجنتيني.

### أغسطس
- 31 أغسطس – سوازنا كامبوس ممثلة أرجنتينية.

### سبتمبر
- 22 سبتمبر – كارميلو سيميون لاعب كرة قدم أرجنتيني.

### أكتوبر
- 14 أكتوبر – هوراسيو أكافالو ملاكم أرجنتيني.

### ديسمبر
- 16 ديسمبر – فيكتور غارسيا مخرج أرجنتيني.
- 26 ديسمبر – مارتين باندو لاعب كرة قدم أرجنتيني.
- 29 ديسمبر – رودولفو كون

## وفيات

### أبريل
- 10 أبريل – ثيثيليا جريرسون (مواليد 1859) طبيبة أرجنتينية.

### مايو
- 13 مايو – أنخيل غالاردو (مواليد 1867) سياسي أرجنتيني.

### سبتمبر
- 9 سبتمبر – توماس باتريك مور (مواليد 1872) لاعب كرة قدم أرجنتيني.